# Порт-Гоуп-Сімпсон
Порт-Гоуп-Сімпсон (англ. Port Hope Simpson) — містечко в Канаді, у провінції Ньюфаундленд і Лабрадор.

## Населення
За даними перепису 2016 року, містечко нараховувало 412 осіб, показавши скорочення на 6,6%, порівняно з 2011-м роком. Середня густина населення становила 12,7 осіб/км².
З офіційних мов обидвома одночасно володіли 5 жителів, тільки англійською — 410. Усього 5 осіб вважали рідною мовою не одну з офіційних.
Працездатне населення становило 62,9% усього населення, рівень безробіття — 47,7% (48% серед чоловіків та 42,1% серед жінок). 95,5% осіб були найманими працівниками, а 4,5% — самозайнятими.

## Клімат
Середня річна температура становить 0,5°C, середня максимальна – 15,8°C, а середня мінімальна – -17,5°C. Середня річна кількість опадів – 979 мм.
| Клімат поселення                              | Клімат поселення | Клімат поселення | Клімат поселення | Клімат поселення | Клімат поселення | Клімат поселення | Клімат поселення | Клімат поселення | Клімат поселення | Клімат поселення | Клімат поселення | Клімат поселення | Клімат поселення |
| Показник                                      | Січ.             | Лют.             | Бер.             | Квіт.            | Трав.            | Черв.            | Лип.             | Серп.            | Вер.             | Жовт.            | Лист.            | Груд.            |                  |
| Середній максимум, °C                         | −9,62            | −8,56            | −3,43            | 2,70             | 7,74             | 13,44            | 15,61            | 15,84            | 12,17            | 6,56             | 1,11             | −5,54            |                  |
| Середня температура, °C                       | −13,55           | −12,49           | −7,36            | −1,23            | 3,80             | 9,50             | 12,60            | 12,81            | 9,14             | 3,53             | −1,92            | −8,58            |                  |
| Середній мінімум, °C                          | −17,47           | −16,42           | −11,28           | −5,16            | −0,13            | 5,56             | 9,55             | 9,76             | 6,10             | 0,48             | −4,95            | −11,6            |                  |
| Норма опадів, мм                              | 79               | 81               | 73               | 53               | 69               | 97               | 92               | 92               | 78               | 91               | 83               | 91               |                  |
| Середньомісячна швидкість вітру, м/с          | 6.15             | 6.11             | 6.30             | 5.88             | 5.19             | 5.08             | 4.58             | 4.64             | 5.35             | 5.76             | 6.06             | 6.30             |                  |
| Середньомісячна сонячна радіація, кДж/м²·день | 3327             | 6305             | 10601            | 14663            | 17447            | 18662            | 18147            | 14815            | 10422            | 5899             | 3331             | 2374             |                  |
| --------------------------------------------- | ---------------- | ---------------- | ---------------- | ---------------- | ---------------- | ---------------- | ---------------- | ---------------- | ---------------- | ---------------- | ---------------- | ---------------- | ---------------- |
| Джерело:                                      |                  |                  |                  |                  |                  |                  |                  |                  |                  |                  |                  |                  |                  |